# Эдобих
Эдо́бих (лат. Edobic(h)us; убит в 411, Галлия) — позднеантичный римский военачальник франкского происхождения.
Наиболее важными источниками сведений о Эдобихе являются «Новая история» Зосима и «Церковная история» Созомена. Эти авторы, как предполагается, основывали свои свидетельства на почти полностью утраченном ныне труде Олимпиодора. Также о событиях, участником которых был Эдобих, сообщается в «Истории франков» Григория Турского, опиравшегося на сочинение Рената Профутура Фригерида.
О карьере Эдобиха до 407 года почти ничего не известно. Тем не менее, очевидно, что он был опытным солдатом и обладал некоторым военным талантом. С 407 года Эдобих являлся командующим войска у узурпатора Западной Римской империи Константина III и успешно воевал против войск императора Гонория. Ещё в 407 году Эдобих вынудил военачальника Сара за несколько дней отказаться от осады Валенции, где укрылся Константин. Сар был вынужден отойти в Италию.
Когда против Константина III выступил Геронтий, Эдобиха отправили к франкам и алеманнам, чтобы там собрать войско. В 411 году в Арелате Константин попал в окружение войск под командованием будущего императора Констанция III. Эдобих привёл большое войско, чтобы снять осаду, но потерпел поражение в битве от Констанция и Ульфилы. Константин был вынужден сдаться и был казнён. Эдобих бежал к знатному галло-римлянину Экдицию, которому он в прошлом оказывал помощь и которого считал другом. Однако Экдиций встал на сторону победителей и приказал убить Эдобиха. Голову Эдобиха он доставил Констанцию в надежде получить вознаграждение. Экдиция похвалили, но вознаграждения не выплатили, а один из его друзей упрекнул его за предательство.